# Oberhermsdorfer Bach
Der Oberhermsdorfer Bach ist ein rechter Nebenfluss der Wiederitz und befindet sich auf der Flur der Freitaler Gemarkungen Niederhermsdorf und Wurgwitz sowie im Wilsdruffer Ortsteil Oberhermsdorf.

## Verlauf
Der Oberhermsdorfer Bach entspringt nahe der Oberhermsdorfer Talstraße und fließt dann entlang der Braunsdorfer Straße nach Niederhermsdorf. Nahe der Flur Bergers Busch wird er zu einem 1976 angelegten Speicherteich aufgestaut. Dieser dient zur Bewässerung der Salbeifelder der Bombastus-Werke und dem Hochwasserschutz. Dann fließt er in östlicher und nordöstlicher Richtung im Tal weiter in Richtung des Niederhermsdorfer Ortskerns, wo er vor der alten Niederhermsdorfer Schule zum Schulteich aufgestaut wird. Danach fließt er in nordöstlicher Richtung weiter bis zur Kreuzung der Staatsstraße 36 mit den Straßen aus Oberhermsdorf und Pesterwitz, wo er in die Wiederitz mündet. Der Teil östlich des Niederhermsdorfer Speichers wird auch Schlammbach genannt.